# Spiraea siccanea
Spiraea siccanea là loài thực vật có hoa trong họ Hoa hồng. Loài này được (W.W. Sm.) Rehder miêu tả khoa học đầu tiên năm 1933.